# Élections législatives de 1981 dans le Tarn
Les élections législatives françaises de 1981 dans le Tarn se déroulent les 14 et 21 juin 1981.

## Élus
| Circonscription | Député sortant                               | Parti | Parti | Député élu ou réélu  | Parti | Parti |
| --------------- | -------------------------------------------- | ----- | ----- | -------------------- | ----- | ----- |
| 1re             | Pierre Bernard suppléant d'André Billoux     |       | PS    | Pierre Bernard       |       | PS    |
| 2e              | Louis Donnadieu suppléant de Jacques Limouzy |       | RPR   | Jean-Pierre Gabarrou |       | PS    |
| 3e              | Charles Pistre                               |       | PS    | Charles Pistre       |       | PS    |

## Positionnement des partis
La majorité sortante UDF-RPR se présente sous le sigle « Union pour la nouvelle majorité », le Parti socialiste unifié sous l'étiquette « Alternative 81 ».

## Résultats

### Résultats à l'échelle du département
| Parti          | Parti                              | Premier tour | Premier tour | Second tour | Second tour | Sièges |
| Parti          | Parti                              | Voix         | %            | Voix        | %           | Sièges |
| -------------- | ---------------------------------- | ------------ | ------------ | ----------- | ----------- | ------ |
|                | Parti socialiste                   | 91 010       | 48,88        | 82 262      | 60,24       | 3      |
|                | Parti communiste français          | 20 021       | 10,75        |             |             | 0      |
|                | Majorité présidentielle            | 111 031      | 59,63        | 82 262      | 60,24       | 3      |
|                |                                    |              |              |             |             |        |
|                | Rassemblement pour la République   | 36 495       | 19,58        | 30 786      | 22,54       | 0      |
|                | Union pour la démocratie française | 35 249       | 18,93        | 23 502      | 17,21       | 0      |
|                | Divers droite                      | 597          | 0,32         |             |             | 0      |
|                | Union pour la nouvelle majorité    | 72 341       | 38,85        | 54 288      | 39,76       | 0      |
|                |                                    |              |              |             |             |        |
|                | Extrême gauche (LO et LCR)         | 1 825        | 0,98         |             |             | 0      |
|                | Parti socialiste unifié            | 989          | 0,53         | 0           |             |        |
|                |                                    |              |              |             |             |        |
| Inscrits       | Inscrits                           | 246 540      | 100,00       | 170 618     | 100,00      | 3      |
| Abstentions    | Abstentions                        | 56 516       | 22,92        | 31 141      | 18,25       |        |
| Votants        | Votants                            | 190 024      | 77,08        | 139 477     | 81,75       |        |
| Blancs et nuls | Blancs et nuls                     | 3 838        | 2,02         | 2 927       | 2,1         |        |
| Exprimés       | Exprimés                           | 186 186      | 97,98        | 136 550     | 97,9        |        |

### Résultats par circonscription

#### Première circonscription (Albi)
| Candidat       | Candidat                     | Parti          | Premier tour | Premier tour | Second tour | Second tour |  |
| Candidat       | Candidat                     | Parti          | Voix         | %            | Voix        | %           |  |
| -------------- | ---------------------------- | -------------- | ------------ | ------------ | ----------- | ----------- |  |
|                | Pierre Bernard sortant réélu | PS             | 30 819       | 47,88        | 44 921      | 65,65       |  |
|                | Pierre Nespoulous            | UDF (CDS)      | 14 502       | 22,53        | 23 502      | 34,35       |  |
|                | Nelly Foissac                | PCF            | 10 362       | 16,10        |             |             |  |
|                | Raymond Skutnik              | RPR (UNM)      | 7 417        | 11,52        |             |             |  |
|                | Michèle Puel                 | LO             | 675          | 1,05         |             |             |  |
|                | Patrice Kalfa                | LCR            | 590          | 0,92         |             |             |  |
|                |                              |                |              |              |             |             |  |
| Inscrits       | Inscrits                     | Inscrits       | 88 617       | 100,00       | 88 608      | 100,00      |  |
| Abstentions    | Abstentions                  | Abstentions    | 22 918       | 25,86        | 18 438      | 20,81       |  |
| Votants        | Votants                      | Votants        | 65 699       | 74,14        | 70 170      | 79,19       |  |
| Blancs et nuls | Blancs et nuls               | Blancs et nuls | 1 334        | 2,03         | 1 747       | 2,49        |  |
| Exprimés       | Exprimés                     | Exprimés       | 64 365       | 97,97        | 68 423      | 97,51       |  |

#### Deuxième circonscription (Castres)
| Candidat       | Candidat                 | Parti          | Premier tour | Premier tour | Second tour | Second tour |  |
| Candidat       | Candidat                 | Parti          | Voix         | %            | Voix        | %           |  |
| -------------- | ------------------------ | -------------- | ------------ | ------------ | ----------- | ----------- |  |
|                | Jean-Pierre Gabarrou élu | PS             | 29 902       | 46,46        | 37 341      | 54,81       |  |
|                | Jacques Limouzy sortant  | RPR (UNM)      | 29 078       | 45,18        | 30 786      | 45,19       |  |
|                | Élie Cros                | PCF            | 4 218        | 6,55         |             |             |  |
|                | Peter Dietrich           | Divers droite  | 597          | 0,93         |             |             |  |
|                | Michèle Puel             | LO             | 560          | 0,87         |             |             |  |
|                |                          |                |              |              |             |             |  |
| Inscrits       | Inscrits                 | Inscrits       | 82 022       | 100,00       | 82 010      | 100,00      |  |
| Abstentions    | Abstentions              | Abstentions    | 16 503       | 20,12        | 12 703      | 15,49       |  |
| Votants        | Votants                  | Votants        | 65 519       | 79,88        | 69 307      | 84,51       |  |
| Blancs et nuls | Blancs et nuls           | Blancs et nuls | 1 164        | 1,78         | 1 180       | 1,7         |  |
| Exprimés       | Exprimés                 | Exprimés       | 64 355       | 98,22        | 68 127      | 98,3        |  |

#### Troisième circonscription (Gaillac - Lavaur)
|                | Charles Pistre sortant réélu | PS             | 30 289 | 52,72  |  |  |  |
|                | Louis Maruéjouls             | UDF (CDS)      | 20 747 | 36,10  |  |  |  |
|                | Raymond Durand               | PCF            | 5 441  | 9,46   |  |  |  |
|                | Nicole Roques                | PSU            | 989    | 1,72   |  |  |  |
|                |                              |                |        |        |  |  |  |
| Inscrits       | Inscrits                     | Inscrits       | 75 901 | 100,00 |  |  |  |
| Abstentions    | Abstentions                  | Abstentions    | 17 095 | 22,52  |  |  |  |
| Votants        | Votants                      | Votants        | 58 806 | 77,48  |  |  |  |
| Blancs et nuls | Blancs et nuls               | Blancs et nuls | 1 340  | 2,28   |  |  |  |
| Exprimés       | Exprimés                     | Exprimés       | 57 466 | 97,72  |  |  |  |